# Cé (Allier)
Der Cé (französisch Ruisseau du Cé) ist ein kleiner Fluss im Zentralmassiv von Frankreich, der in den Départements Puy-de-Dôme und Haute-Loire der Region Auvergne-Rhône-Alpes westlich der Stadt Saint-Étienne verläuft.

## Geografie

### Verlauf
Der Cé entspringt im östlichen Gemeindegebiet von Le Vernet-Chaméane, entwässert generell Richtung Südwest durch den Regionalen Naturpark Livradois-Forez und mündet nach rund 18 Kilometern im Gemeindegebiet von Vézézoux als rechter Nebenfluss in den Allier. Der Cé ändert in seinem Verlauf mehrfach seinen Namen. 
Es sind dies in Fließrichtung betrachtet: Ruisseau de Châteauneuf, Ruisseau de l’Engrais, Ruisseau de Valz und Ruisseau du Say.

### Orte am Fluss
(Reihenfolge in Fließrichtung)
- Pégotard, Gemeinde Le Vernet-Chaméane
- La Borie, Gemeinde Le Vernet-Chaméane
- La Voissière, Gemeinde Sainte-Catherine
- Ceilloux, Gemeinde Peslières
- Champagnaguet, Gemeinde Champagnat-le-Jeune
- Valz-sous-Châteauneuf
- Saint-Jean-Saint-Gervais
- Auzon
- Vézézoux

## Sehenswürdigkeiten
- Kirche Saint-Jean-Baptiste aus dem 15. und 16. Jahrhundert am Flussufer bei Saint-Jean-Saint-Gervais – Monument historique[4]